# Nils Staf
Nils Olof Bernhard Staf, född den 30 oktober 1901 i Stockholm, död där den 21 april 1983, var en svensk arkivarie och kulturhistoriker.
Staf avlade studentexamen 1920, filosofie kandidatexamen 1924, filosofie ämbetsexamen 1925 och filosofie licentiatexamen 1930. Han promoverades till filosofie doktor 1936. Staf var amanuens vid Stadshistoriska institutet 1923–1935, Stockholms stads arkiv och bibliotek 1926–1930, vid Stockholms stadsarkiv 1930–1935, andre arkivarie där 1935–1946, förste arkivarie 1945–1952 och stadsarkivarie i Stockholms stad 1952–1966. Han promoverades till teologie hedersdoktor 1970. Staf invaldes som ledamot av Samfundet för utgivande av handskrifter rörande Skandinaviens historia 1941. Han blev riddare av Nordstjärneorden 1960. Staf är begravd på Norra begravningsplatsen utanför Stockholm.